# پیلیپ بودکیفسکی
پیلیپ بودکیفسکی (اوکراینی: Пилип В'ячеславович Будківський؛ زادهٔ ۱۰ مارس ۱۹۹۲) بازیکن فوتبال اهل اوکراین است.
از باشگاه‌هایی که در آن بازی کرده‌است می‌توان به باشگاه فوتبال زوریا لوهانسک، شاختار دونتسک، تیم ملی فوتبال اوکراین، و آنژی مخاچ‌قلعه اشاره کرد.